# Michał Dżugan
Michał Dżugan (ur. 8 sierpnia 1914, zm. 3 lutego 1996) – polski urzędnik, polityk.

## Życiorys

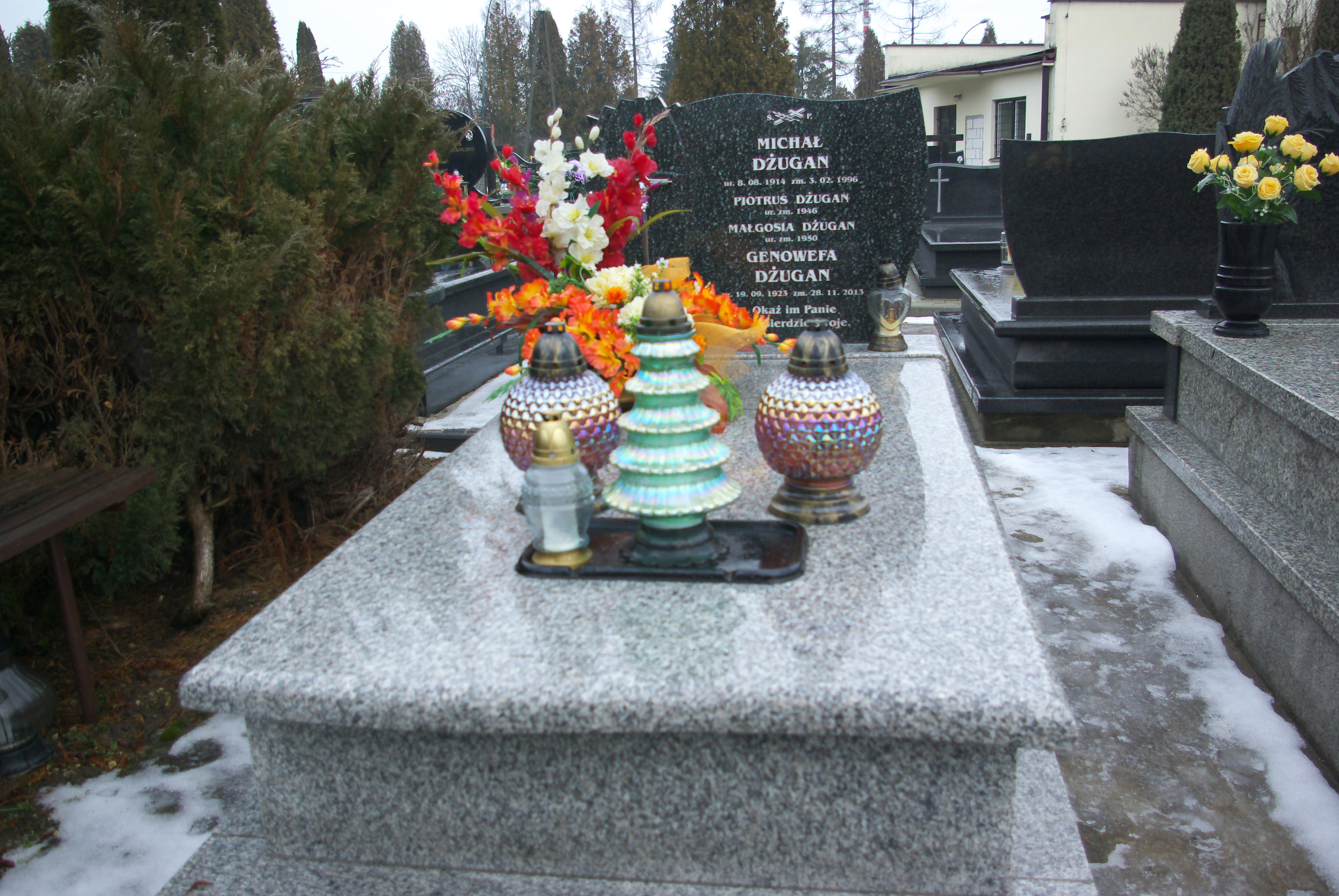
Nagrobek rodziny Dżugan

Urodził się 8 sierpnia 1914 w Sanoku jako syn Grzegorza. Jego bratem był Włodzimierz Dżugan (1910-1940), oficer Wojska Polskiego, urzędnik, ofiara zbrodni katyńskiej.
Po zakończeniu II wojny światowej i nastaniu Polski Ludowej w 1946 działał w grupie organizującej w Lesku referendum ludowe i zabezpieczającej lokale wyborcze. Pomiędzy 1944 i 1950 zasiadał w zarządzie magistratu miasta Sanoka jako przedstawiciel PPR. Do 1957 zasiadał w Kolegium Karno-Orzekającym w Sanoku. 
Michał Dżugan zmarł 3 lutego 1996. Jego żoną była Genowefa (1923-2013). Oboje zostali pochowani na Cmentarzu Centralnym w Sanoku.

## Odznaczenia
- Krzyż Kawalerski Orderu Odrodzenia Polski (1985)[8][9]
- Brązowy Krzyż Zasługi (1946, za zasługi położone w realizacji świadczeń rzeczowych)[10]
- Medal za Długoletnie Pożycie Małżeńskie (1999)[11]